# Monty Alexander
Monty Alexander, rodným jménem Montgomery Bernard Alexander (* 6. června 1944, Kingston) je jamajský klavírista. Na klavír začal hrát ve svých čtyřech letech a o dva roky později se začal učit klasickou hru na tento nástroj. Později se věnoval převážně jazzové hudbě a vystupoval s kapelou Monty and the Cyclones po různých klubech. V roce 1961 se s rodinou přestěhoval do Miami na Floridě a o rok později odjel do New Yorku, kde pokračoval ve vystupování. Své první album nazvané Alexander the Great vydal v roce 1964 na značce Pacific Jazz Records. Během své kariéry spolupracoval s mnoha hudebníky, mezi které patří například Ernest Ranglin, Dizzy Gillespie, Niels-Henning Ørsted Pedersen, Herb Ellis nebo Ray Brown.